# 814.
◄ | 8. stoljeće | 9. stoljeće | 10. stoljeće | ►
◄ | 780-ih | 790-ih | 800-ih | 810-ih | 820-ih | 830-ih | 840-ih | ►
◄◄ | ◄ | 811. | 812. | 813. | 814. | 815. | 816. | 817. | ► | ►►
Astronomija • Književnost • Kršćanstvo • Pravo • Promet

## Događaji
- 28. siječnja – Karlo Veliki umire u Aachenu, nakon čega ga na mjestu franačkog kralja i cara nasljeđuje Ludvig I. Pobožni. Borna i Ljudevit Posavski polaze u Paderborn kako bi mu se poklonili.
- Omurtag postaje bugarski kan.

## Smrti
- 28. siječnja – Karlo Veliki, franački kralj i car
- 13. travnja – Krum, bugarski kan
- 28. svibnja 812. ili 814. – Vilim Akvitanski, vojvoda Akvitanije i kršanski svetac
- Abu Nuvas, arapski pjesnik

## Vanjske poveznice
|  | Zajednički poslužitelj ima još gradiva o temi 814. |